# La Habra Heights
La Habra Heights – miasto w Stanach Zjednoczonych, w stanie Kalifornia, w hrabstwie Los Angeles. W 2010 zamieszkiwało je 5325 osób. Miasto leży na wysokości 225 metrów n.p.m. i zajmuje powierzchnię 15,958 km².
Prawa miejskie uzyskało 4 grudnia 1978.